# São Martinho do Campo
São Martinho do Campo é uma vila portuguesa que foi sede da extinta freguesia homónima do município de Santo Tirso que tinha 3,44 km² de área e 3 470 habitantes (2011), tendo, assim, uma densidade populacional de 1 008,7 h/km².
Desde 2013 que esta freguesia foi englobada na então criada União das Freguesias de Campo (São Martinho), São Salvador do Campo e Negrelos (São Mamede). A designação desta última foi alterada, em 2015, para Vila Nova do Campo.
Localizada na parte oriental do município de Santo Tirso, a antiga freguesia de São Martinho do Campo encontrava-se rodeada pela freguesia de Roriz e pelas antigas freguesias de São Mamede de Negrelos e São Salvador do Campo, (com as quais, formou a nova freguesia). A norte, passa o rio Vizela, e na outra margem tem como vizinhos as freguesias vimaranenses de Lordelo e Moreira de Cónegos.
A povoação de São Martinho do Campo foi elevada à categoria de vila em 1997.
Dista apenas 14 quilómetros(km) da cidade de Santo Tirso, outros 14 quilómetros(km) da cidade-berço, Guimarães, 13.7 quilómetros(km) de Paços de Ferreira pela N209-2, 20.5 quilómetros(km) da Trofa pela N105/N104, 22,5 quilómetros(km) de Vila Nova de Famalicão pela N104, 6,8 quilómetros de Vizela pela Via Intermunicipal Santo Tirso-Vizela, e 38.8 quilómetros(km) da Invicta-Porto pela A3.

## Conhecer São Martinho do Campo
Situada na margem esquerda daquele rio, pode-se dizer que a maior parte do seu território estende-se por uma quase chã, havendo no entanto uma parte mais elevada na encosta do monte que confina a ubérrima região de Negrelos. É destes pontos altos que podem ser desfrutados magníficos panoramas que abraçam uma larga área circundada de alterosa cadeia de montanhas de um intenso pitoresco, formando um semicírculo dentro do qual se estendem e espalham verdejantes prados .
Não se pode deixar de referir a célebre ponte romana, a Ponte de Negrelos, onde é de louvar os habitantes desta freguesia que se opuseram tenazmente aos franceses aquando das Invasões Napoleónicas ou Invasões Francesas, a 25 de Março de 1809. Sem a mínima possibilidade de resistência e em desvantagem, vários camponeses ofereceram a sua vida em defesa de um ideal, lutando pela independência de um país que lhes ficou eternamente grato.
Outrora, em São Martinho do Campo existia uma enorme tradição industrial nomeadamente na indústria têxtil de confecção, tecelagem e fiação.

### História
Até ao início do século XIX, mais precisamente no ano de 1834, a freguesia de São Martinho estava dividida por dois concelhos, Francemil e Roriz. E tinha em 1801, 503 habitantes.
Dois anos depois, em 1836 passa a pertencer ao concelho de São Tomé de Negrelos, após as reformas administrativas do início do liberalismo. Mas só em 1855, São Martinho do Campo, passa a pertencer ao concelho de Santo Tirso.
Em 21 de maio de 1976 ocorreu na localidade um atentado à bomba cometido pela rede bombista de extrema-direita que então actuava no país. Rosinda Teixeira, de 40 anos, morreu na explosão que incendiou a casa onde habitava com marido e quatro filhos.
No ano de 1997, foi atribuído a São Martinho do Campo o estatuto de Vila.
Foi sede de uma freguesia extinta em 2013, no âmbito de uma reforma administrativa nacional, tendo sido agregada às freguesias de São Salvador do Campo e Negrelos (São Mamede), para formar uma nova freguesia denominada União das Freguesias de Campo (São Martinho), São Salvador do Campo e Negrelos (São Mamede).

## Orago
Venerado a 11 de Novembro, São Martinho de Tours nasceu na Panónia, Hungria, provavelmente em 316.
Foi educado em Pavia. A princípio soldado, fez-se depois baptizar e começou uma carreira eclesiástica ao lado do Bispo de Poitiers, Santo Hilário.
Deslocou-se à Panónia, converteu seus e combateu o arianismo.
Regressou para junto de Santo Hilário e fundou o Convento de Ligugé. Mais tarde, foi eleito Bispo de Tours, sucedendo a São Graciano e a São Lidoire, em 371.
A sua acção episcopal foi enorme, fundando numerosas paróquias e obtendo conversões em massa. Levando vida monástica, residia modestamente fora da cidade, num lugar recatado, que mais tarde deu origem a um grande mosteiro.
Grande taumaturgo, morreu a 8 de Novembro de 397. Iconograficamente, tanto nos surge como legionário romano, a pé ou num cavalo branco, ou como bispo com mitra e báculo.
Aparece numerosas vezes no episódio em que terá partilhado a sua capa com um mendigo cheio de frio, e que lhe terá aparecido Cristo, ou então com gansos como atributo - alusão ao facto de os gansos migrarem por altura de sua festa, em Novembro.

## Património Artístico e Cultural
São vários os pontos de interesse que a freguesia tem para mostrar.
- A ponte romana sobre o rio Vizela;
- A igreja Matriz, reformada no ano de 1902. Sobre ela, estava datada em 1758 o abade da freguesia:

Na Igreja há cinco altares; o altar-mor tem tribuna e sacrário, da parte de Epístola, são João, e do Evangelho, São Martinho; tem mais um altar da Nossa Senhora do Rosário, e outro a imagem de Cristo Crucificado, outro do Menino Deus e por último de Santo António;
- A capela e cruzeiro de Nossa Senhora do Espinho. Situada num local paradisíaco, cheio de verdura, sendo ao mesmo tempo um espaço de fruição;
- A capela do Espírito Santo, fundada em 1560 por Luís Fernandes, prior de Roriz;
- A capela da Nossa Senhora das Dores.

## Tradições Locais
São Martinho do Campo tem três pontos altos de festividade. Dois religiosos e um dedicado à Vila de São Martinho do Campo.
Nos religiosos:
O primeiro tem lugar no penúltimo ou último domingo de Julho. É a romaria da Senhora do Espinho, realizada nos moldes tradicionais das festas minhotas.Dura todo o fim de semana, o qual é preenchido com variedades, actuações de bandas de músicas e toda a alegria que normalmente impera em todo o povo.
No dia 11 de Novembro de cada ano, a festa regressa com festejos do orago da vila. Novamente a música e a felicidade invadem todo aquele povo, e tudo culmina com um monumental magusto e a prova do vinho no dia de são Martinho.
No dedicado à Vila de São Martinho, a romaria decorre durante alguns dias do mês de Junho onde se comemora os anos de elevação de São Martinho do Campo a vila. Sendo os pontos altos a "procissão" realizada pela Escola EBI C+S de São Martinho do Campo e as marchas populares.

## População
| População da freguesia de Campo (São Martinho) | População da freguesia de Campo (São Martinho) | População da freguesia de Campo (São Martinho) | População da freguesia de Campo (São Martinho) | População da freguesia de Campo (São Martinho) | População da freguesia de Campo (São Martinho) | População da freguesia de Campo (São Martinho) | População da freguesia de Campo (São Martinho) | População da freguesia de Campo (São Martinho) | População da freguesia de Campo (São Martinho) | População da freguesia de Campo (São Martinho) | População da freguesia de Campo (São Martinho) | População da freguesia de Campo (São Martinho) | População da freguesia de Campo (São Martinho) | População da freguesia de Campo (São Martinho) |
| ---------------------------------------------- | ---------------------------------------------- | ---------------------------------------------- | ---------------------------------------------- | ---------------------------------------------- | ---------------------------------------------- | ---------------------------------------------- | ---------------------------------------------- | ---------------------------------------------- | ---------------------------------------------- | ---------------------------------------------- | ---------------------------------------------- | ---------------------------------------------- | ---------------------------------------------- | ---------------------------------------------- |
| 1864                                           | 1878                                           | 1890                                           | 1900                                           | 1911                                           | 1920                                           | 1930                                           | 1940                                           | 1950                                           | 1960                                           | 1970                                           | 1981                                           | 1991                                           | 2001                                           | 2011                                           |
| 882                                            | 898                                            | 883                                            | 1 007                                          | 1 215                                          | 1 278                                          | 1 384                                          | 1 918                                          | 2 568                                          | 3 166                                          | 2 671                                          | 3 256                                          | 3 586                                          | 3 736                                          | 3 470                                          |

No censo de 1940 figura como S. Martinho do Campo. Nos censos de 1920 e 1930 tinha anexada a freguesia de S. Salvador, que foi extinta pelo decreto-lei nº 27 424, de 31/12/1936, ficando incorporada nesta freguesia. Em 1961 foi criada a freguesia de São Salvador do Campo com lugares desanexados da freguesia de Campo (S. Martinho)
| Distribuição da População por Grupos Etários | Distribuição da População por Grupos Etários | Distribuição da População por Grupos Etários | Distribuição da População por Grupos Etários | Distribuição da População por Grupos Etários | Distribuição da População por Grupos Etários | Distribuição da População por Grupos Etários | Distribuição da População por Grupos Etários | Distribuição da População por Grupos Etários | Distribuição da População por Grupos Etários |
| -------------------------------------------- | -------------------------------------------- | -------------------------------------------- | -------------------------------------------- | -------------------------------------------- | -------------------------------------------- | -------------------------------------------- | -------------------------------------------- | -------------------------------------------- | -------------------------------------------- |
| Ano                                          | 0-14 Anos                                    | 15-24 Anos                                   | 25-64 Anos                                   | > 65 Anos                                    |                                              | 0-14 Anos                                    | 15-24 Anos                                   | 25-64 Anos                                   | > 65 Anos                                    |
| 2001                                         | 701                                          | 536                                          | 2 109                                        | 390                                          |                                              | 18,8%                                        | 14,3%                                        | 56,5%                                        | 10,4%                                        |
| 2011                                         | 466                                          | 453                                          | 1 999                                        | 552                                          |                                              | 13,4%                                        | 13,1%                                        | 57,6%                                        | 15,9%                                        |

Média do País no censo de 2001:  0/14 Anos-16,0%; 15/24 Anos-14,3%; 25/64 Anos-53,4%; 65 e mais Anos-16,4%
Média do País no censo de 2011:   0/14 Anos-14,9%; 15/24 Anos-10,9%; 25/64 Anos-55,2%; 65 e mais Anos-19,0%

## Desporto
Na Vila de São Martinho do Campo o único clube de futebol que existe é ARSM mais conhecido como Associação Recreativa São Martinho. Fundado em 1958, o clube disputa os seus jogos na época de 2011-2012, na 1ª Divisão da Associação de Futebol do Porto.
Na época 2014/2015 o Clube disputou e venceu o campeonato distrital da AF.Porto, Divisão d' Elite Pro Nacional, com 78 pontos em 34 jogos. Esta vitória permitiu o acesso ao Campeonato Nacional de Seniores (CNS) e há participação na Taça de Portugal na época 2015/2016.